# Antai-ji
Antai-ji (安泰寺) is een boeddhistische tempel in de gemeente Shinonsen in de prefectuur Hyogo in Japan.

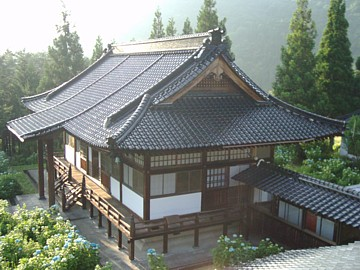
Antaiji

Het klooster ligt ten noordwesten van Kyoto en ten noorden van Kobe op een moeilijk toegankelijk hoogvlakte, omgeven door dichte dennenwouden. In de wintermaanden is Antaiji door de hoge sneeuwval meestal niet toegankelijk. Antaiji is autarkisch en voorziet zichzelf middels rijst- en groenteverbouw.
In Antaiji wordt de Sōtō-zen beoefend. Verblijf en maaltijden zijn kosteloos, er wordt echter om een bijdrage verzocht. Er wordt verwacht dat men deelneemt aan de zeer harde en veeleisende dagindeling door bijvoorbeeld op het land te werken, hout te hakken of te poetsen. De dag begint om 4 uur 's ochtends en eindigt 's avonds om 9 uur. Elke maand is er een intensieve, 5-daagse sesshin met 15 uur meditatie per dag.
De huidige abt, Muhō Nölke is de negende abt van het klooster en hij is Duitser. Hij werd in 2002 tot abt benoemd toen zijn voorganger Miyaura Shinyu stierf.